# Isthmus von Korinth

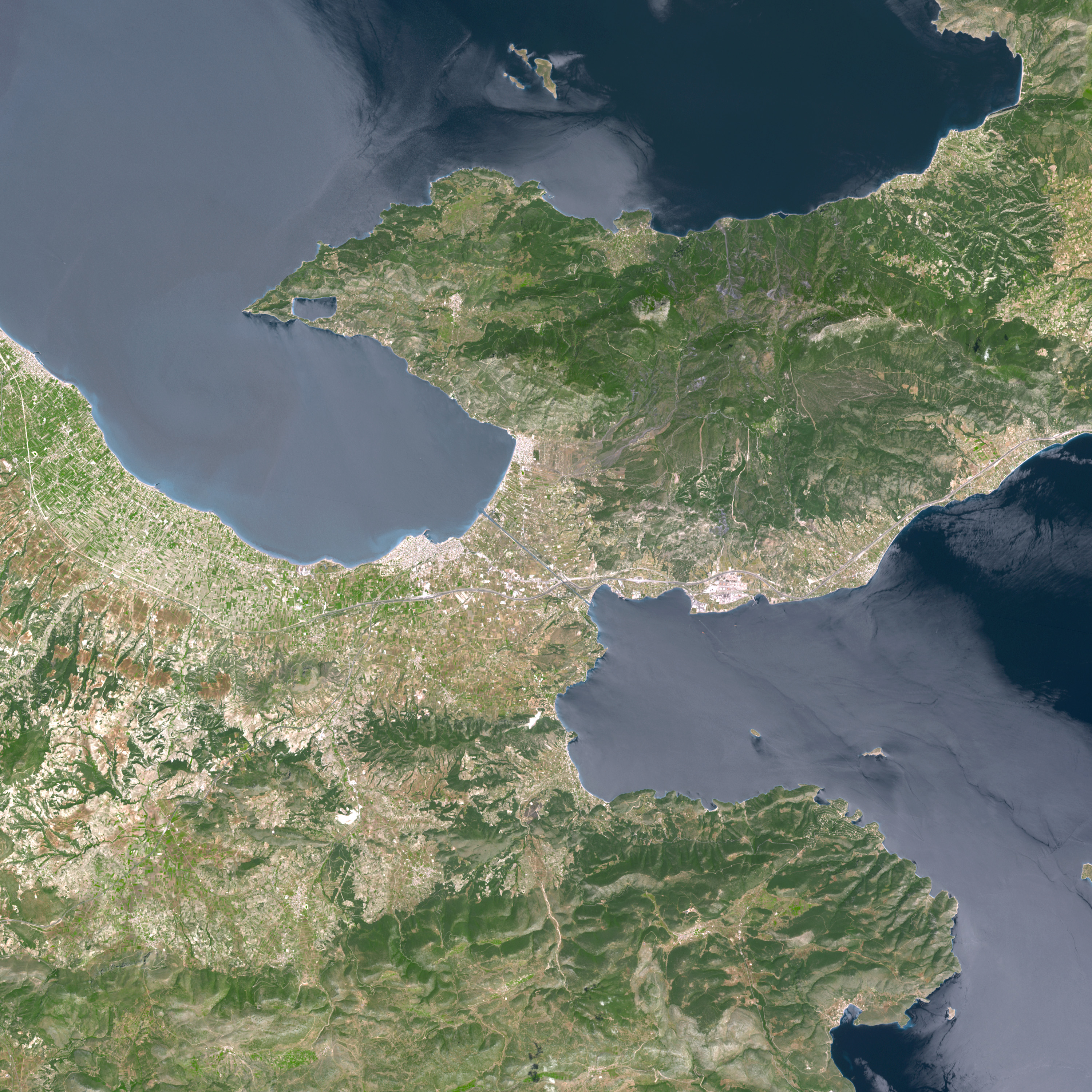
Isthmus von Korinth

Der Isthmus von Korinth ist eine Landenge bei Korinth in Griechenland. Sie bildet die einzige natürliche Landverbindung zwischen der Halbinsel Peloponnes und dem übrigen griechischen Festland. Daneben gibt es über die Rio-Andirrio-Brücke im Norden noch eine gebührenpflichtige Verbindung bei Patras.

Karte des Isthmus

Seit dem Altertum diente diese Stelle nicht nur für die Querung zur Peloponnes auf dem Landwege, sondern auch zur Abkürzung der Schifffahrtsroute vom Saronischen Golf zum Golf von Korinth. Schon Thukydides berichtet, dass die Landenge für einen Schiffskarrenweg benutzt wurde, um Wasserfahrzeuge von der einen zur anderen Seite auf Karren verladen zu transportieren. Ende des 19. Jahrhunderts wurde an der schmalsten Stelle der Landenge, nur etwa 6,4 Kilometer breit, ein 1893 vollendeter Kanal gebaut, der Kanal von Korinth.

## Siehe auch

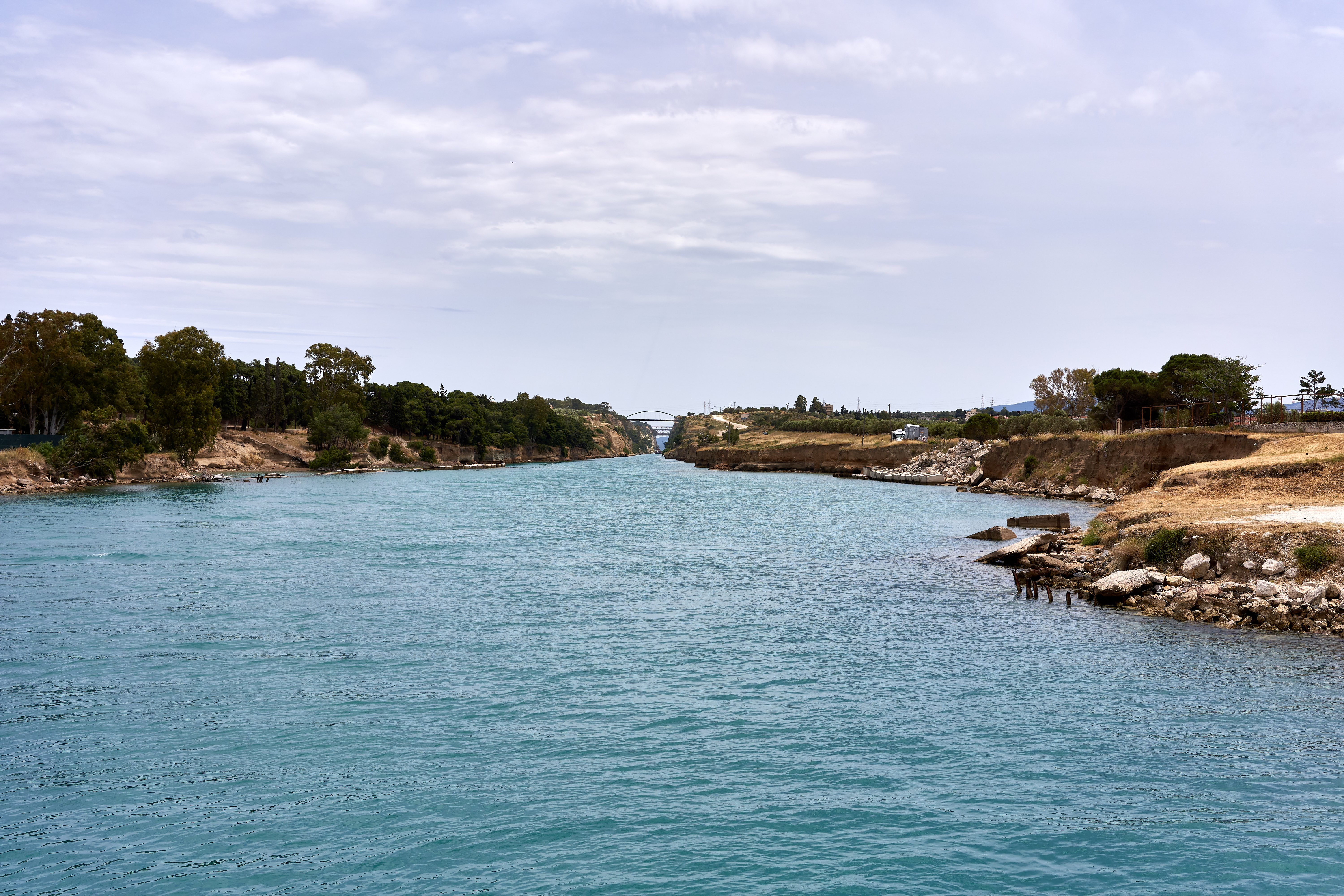
Blick auf den Isthmus aus westlicher Richtung, Einfahrt zum Kanal von Korinth